# Gare de Ponte-Leccia
Gare de Ponte-Leccia vasútállomás Franciaországban, Morosaglia településen.

## Vasútvonalak
Az állomást az alábbi vasútvonalak érintik:
- Bastia-Ajaccio-vasútvonal
- Ponte-Leccia-Calvi-vasútvonal

## Kapcsolódó állomások
A vasútállomáshoz az alábbi állomások vannak a legközelebb:
- Gare de Francardo
- Gare de Pietralba
- Gare de Ponte-Novu